# تاجوراء (ليبيا)
تاجوراء  هي منطقة ساحلية تقع في شرق العاصمة الليبية طرابلس، تبعد 21 كيلومتر من وسط طرابلس. يحدها من الغرب سوق الجمعة
وعين زارة ومن الشرق مدينة القربوللي، وشمالاً البحر المتوسط جنوباً ترهونة

## التسمية
يرجع اسم تاجوراء إلى فترات قديمة جدا ويعود تسمية تاجوراء إلى اللغة الامازيغية وتعني البوابة سبب التسمية ان هذه المدينة كانت البوابة الشرقية لأسوار طرابلس الغرب ، وهناك من يقول ان اصل التسمية يرجع لملكة رومانية ( أورا ) فقدت تاجها في احدى رحلاتها البحرية في سواحل المدينة وتم البحث حتى وجد هناك لهاذا سميت تاج أورا وبمرور الزمن أصبحت ( تاجوراء )

## التاريخ

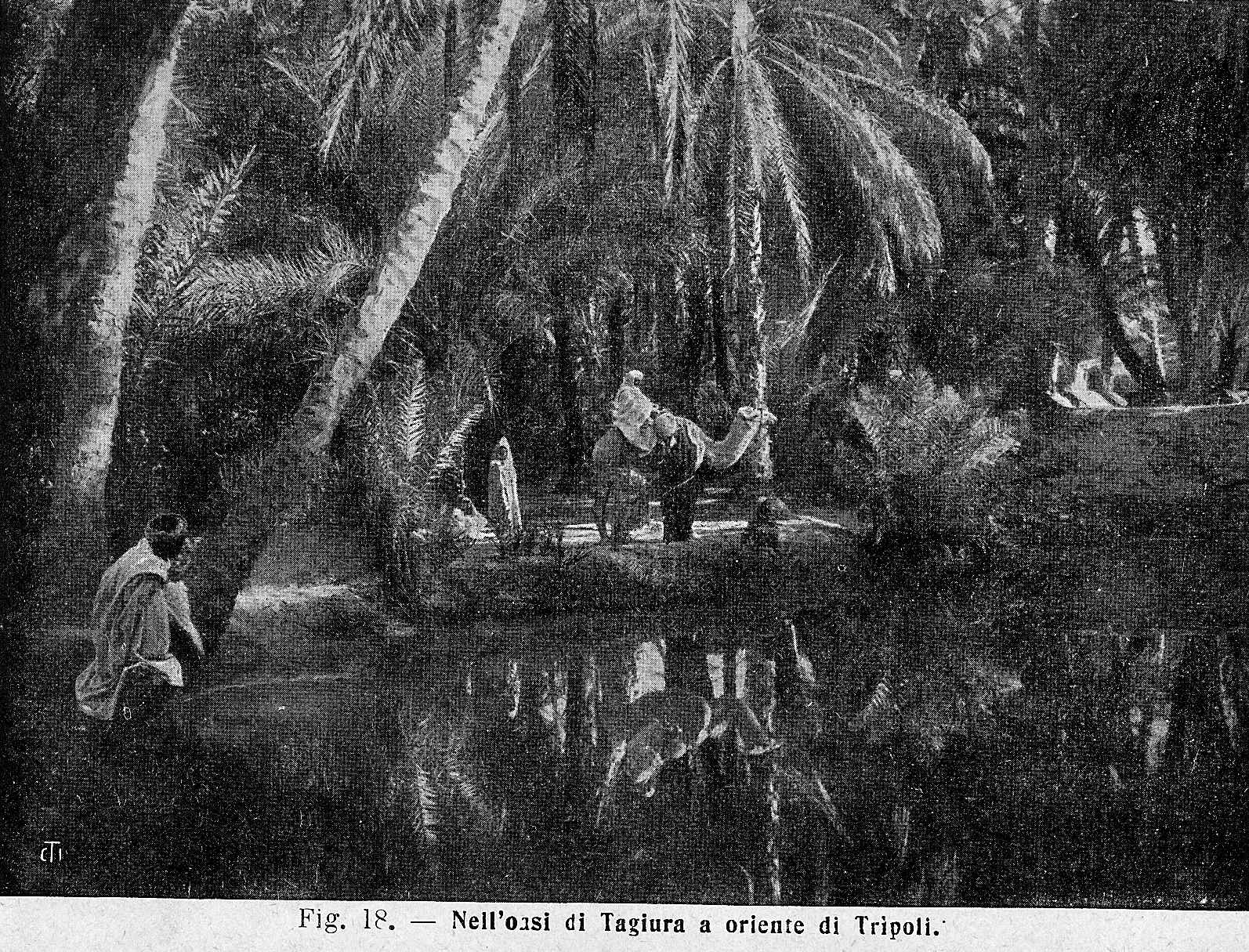
واحة في تاجوراء (1913).

تكونت تاجوراء مع تكون طرابلس أو أويا سابقا منذ العهد الفينيقي ولا تزال هناك آثار فينيقية شرق تاجوراء بمنطقة غوط الرمان وأخرى رومانية، ولا تزال تكتشف الآثار واحدة تلو الأخرى إلا أن جميع الاكتشافات لم تأت جراء تنقيب علمي أو تحديد عمرزمني لها بل يكتشفها السكان بالمصادفة وتألوا إلى الإهمال والتخريب السائدة في عصر حكم معمر القذافي.
و أقدم أثر إسلامي في تاجوراء هو «قصر احميد» وكثير من أهل تاجوراء لا يعرفونه واحميد هذا من العرب الذين هاجروا من شبه الجزيرة العربية ويعود تاريخ البناء للقرن الثالث بعد الهجرة، لكنه هجر وصار أطلالا فقام بعض المحسنين قديما بترميمه وأقامه كزاوية لتحفيظ القرآن الكريم عرفت باسم «زاوية القصر» التي استمرت حتى اواخر تسعينات القرن العشرين الميلادي ثم هدمت! وصارت ارضا خاوية.
ثم اشتهرت تاجوراء بعد ذلك وقت احتلال الأسبان لطرابلس عام 1510 وقد نزح أغلب أهالي طرابلس لتاجوراء فرارا من بطش الإسبان ولبناء قاعدة للجهاد ضد الإسبان وتحرير طرابلس، حتى جاء عام 1530 فقد سلم فيه الإسبان طرابلس لـ فرسان القديس يوحنا أو «فرسان مالطا» فقاموا ببناء قلعة طرابلس السرايا الحمراء وكان الإسبان قد بدؤوا في بنائها قبلهم. وفي عام 1551 م سافر وفد من أبناء طرابلس لـ إسطنبول مناشدين السلطان العثماني «الخليفة» إغاثتهم من عدوان فرسان مالطا، فأرسل معهم جيشا يقيادة مراد آغا لتدريب الأهالي على القتال وهناك بنى حصنا بواسطة الأسرى من الإسبان والنصارى ثم جعله مسجدا وهو مسجد مراد آغا أو الجامع الكبير عند الأهالي وهو مدفون بجانبه وقد قام بعدها بتعيين الشيخ أبوراوي حفيد الشيخ عبد السلام الأسمر شيخا للزاوية التي تعرف حاليا «زاوية أبي راوي»، وما إن رأى مراد استعداد الأهالي للحرب أرسل إلى السلطان يخبره بجاهزيتهم، فأرسل السلطان قوة بحرية بقيادة درغوث باشا وكان خير الدين بربروس وقتها يشن غارات بحرية متفرقة لحماية مرا آغا في تاجوراء وقام درغوث بالإبحار لطرابلس ونزل بتاجوراء فأقام الأهالي الأفراح بقدومه وجهزوا له وليمة من وجبة الـ كسكسي وقدمت له في أطباق خشبية «قصعة عود» فتفطن درغوث وقت جمعهم للأطباق بعد انتهائهم من الأكل فأمر بجمع الأطباق وملئها بالتراب وإيقاد شمعة أو مصباح داخلها ثم تركها في البحر لكي يظن الصليبيون أن الأطباق أنوار الاسطول العثماني ولم يكن معه وقتها سوى 15 سفينة، فشب الفزع والخوف الصليبيين في طرابلس وفكروا في الهروب منها، ليقوم بعدها مراد آغا بفتحها مع أهاليها والتواجير بقواته البرية.
و تاجورا هي أول منطقة تنتفض في يوم 20/8 (تحرير طرابلس) وكذلك أول منطقة تتخلص من قوات القذافي
ولا تزال تاجوراء في ذاكرة الليبيين لما قدمته للوطن من مواقف ورجال ولا يوجد مسن في ليبيا أو طالب علم أو قرآن لا يعرف زاوية «سيدي أبوراوي» وخدماتها التعليمية لأهل تاجوراء وغيرهم. فعوضنا الله خيرا في ذاك الزمن الجميل.
توجد في طرابلس منطقة باب تاجوراء موجودة ما بين النوفليين ومنطقة الهاني بأبي ستة، وذلك نسبة لباب من أبواب طرابلس يطل على تاجوراء، وهو مكان جزيرة باب تاجوراء، وبمرور الوقت تكون بعد ذلك سوق عام شعبي خارج السور يقام يوم الجمعة فقط، نشأت المنطقة على أنقاضه، وهو ما يعرف بمنطقة سوق الجمعة التي كانت تسمى الساحل والمنشية والهنشير وهي اقدم من تاجوراء مأهوليتا بالسكان والعمار ودليل ذلك ان جيش الفتوحات الاسلامية الاولى بقيادة عمرو بن العاص انشأ بها مسجد عمرو بن العاص العتيق الذي يعد من اقدم المساجد في شمال افريقيا وهدم لغرض انشاء الطريق السريع الرابط بين منطقة المنقيط وباب تاجوراء بطرابلس .
تاجوراء وموقفها من ثورة 17 فبراير:
سكان تاجوراء أهم من أوائل من وقف ضد طاغية العصر (معمر القدافي) وذلك بدعمهم للثورة بكل السُبل المادية منها والمعنوية، إلى أن تحصلوا على السلاح عن طريق البحر بمساعدة ثوار القربوللي (البلدة المجاورة) وبه تم تحرير طرابلس بالمشاركة مع باقي سكانها في 20\8\2011 م

## التقسيم الإداري
تتبع تاجوراء طرابلس إداريا، وتنقسم إلى ثمانية أحياء وهي:
- الحميدية: تحد شرقا القربوللي في وادي سيدي علي بنور وشمالا البحر المتوسط وغربا محلة المشاي عند منطقة القمودي وجنوبا الوادي الشرقي «مشروع النصر-طريق المصانع» وتضم أحياء الدخلة الحصحص وشارع القواسم شارع الغار الزرارقة الشحيمات سيدي عثمان الحميدية الفنار غوط الرمان وتتميز باتساع حجم أحياءها وتواجد بقايا من «السواني» إضافة لريفها الوسع شرقا حتى القربوللي.
- المشاي: تمتد من الحميدية شرقا إلي العثمانية غربا (الحرية سابقا) عند سور مقبرة الحومة والبحر وطريق الشط شمالا والطريق الساحلي جنوبا وتضم أحياء القمودي والمراونة والعقاب والرويسيين والكنادرة.
- العثمانية (الحرية سابقا): تمتد من المشاي شرقا حتى البرهانية غربا وشمالا البحر وجنوبا الطريق الساحلي وتضم أحياء أولاد التركي وتاجوراء الوسط وغودش وبير حسين والكواتب والاصوال والماشين والنعاعسة والرباعية أو دار ريان والشتاوة وشارع سيدي الحطاب وشارع الدحي. وهي قلب تاجوراء جغرافيا وإداريا.
- البرهانية: وهي المناطق الواقعة غرب الطريق المزدوجة من الشرق حتى أبي الأشهر غربا وجنوبا الطريق الساحلي وتضم أحياء إسبان وديار جابر وبطيسة والطرش وبير السانية وسيدي الصامت والخلافنة والماطيس والعمارنة وأولاد بنور.
- أبي الأشهر: يمتد من سوق إسبان شرقا حتى قاعدة الملاحة وعرادة غربا والبحر شمالا والساحلي والبيفيو جنوبا وتضم أحياء كل من ابي الأشهر والطيور والظهيرات وتعتبر واجهة تاجوراء الغريبة. وتضم المحلات الخمس الماضية أغلب سكان تاجوراء الأصليين.
- سيدي خليفة: ويتكون من حي سيدي خليفة السكني (عمارات البحوث) ويحاذي طريق المصانع حتى سيدي عبد الكريم ويضم مجموعة من المزارع خلفه حتى ضريح سيدي خليفة عند البرابشة.
- الوادي الشرقي: ويضم المنطقة الممتدة من حدود ترهونة! جنوبا والقربوللي غربا حتى الوادي الغربي غربا وهو يشتمل على طريق المصانع والنشيع وبير التركي حتى الزطارنة ومن المعروف أن أغلب أهالي هذه المناطق يطلق عليهم التواجير «عرب» أي بدو وهم من نزح من ترهونة نتيجة لعوامل اقتصادية أو اجتماعية فسكن أرض تاجوراء.
- الوادي الغربي: يتصل بالوادي الشرقي شرقا وبـ عين زارة غربا وحتى حدود ترهونة ويضم جزء من وادي الربيع وبير العالم والمماطق في غرب ريف تاجوراء وانتقل الوادي الغربي كما هو الشرقي من الزراعة الي السكن نتيجة لعدم التخطيط وأزمة السكن ولهف الليبيين على السكن في طرابلس

و تتميز تاجوراء بتفسير المناطق نسبة للعائلات التي تسكنها ولا تتوفر تاجوراء على قبائل ولا قبلية وهناك تفسيرات تاريخية للتسمية مثل حي إسبان أي إسبان ويروى أن الجبش الإسباني عسكر فيه وقت احتلاله لطرابلس، وكذلك حي العقاب نسبة للقائد عقبة بن نافع عسكر هناك قبل فتحه لطرابلس بقيادة عمرو بن العاص

## أهم أحياء تاجوراء
▪︎وريمة.
▪︎أبي الأشهر.
▪︎البرهانية.
▪︎العثمانية.
▪︎المشاي.
▪︎مساكن شعبية المنارة.
▪︎الحميدية.
▪︎حي المشرقي.
▪︎سيدي خليفة.
▪︎عرقوب الحاراتي.

## السياحة
الكلام عن موارد تاجوراء السياحية كثير، بكثرة الموارد ففضلا عن شاطيء تاجوراء الشهير الذي يتوفر على قرى سياحية هدمت أغلبها ولم يبق إلا مصيف واحد هو " قرية تاجوراء السياحية 32 كلم عن طرابلس.
هناك الغابات «البوسكوات» وهي أماكن جيدة لقضاء الإجازات والتفسح فيها نظرا لما تتمتع به تاجوراء من مناخ متوسطي جميل.
وهناك أيضا الريف «البر» فبإمكان الهيئات السياحية بناء منتجعات فيه وفنادق والمساهمة بذلك في القضاء على التصحر الناتج حاليا من قطع الأشجار واستنزاف المياه الجوفية.
وهناك أيضا الآثار، فبمجرد الاهتمام بها من وزارة الآثار والبدء في التنقيب حول المكتشفات بالصدفة سيمثل هذا موردا ممتازا للسياحة في تاجوراء خاصة ومحافظة طرابلس وليبيا بالعموم.
وهناك السياحة الدينية لتواجد المساجد القديمة والزوايا والمقامات.

## الرياضة
تشتهر في تاجوراء كما هو غالب أيضا في ليبيا رياضة كرة القدم وتضم تاجوراء عدة أندية:
- نادي التحرير تأسس عام 1952 من أقدم النوادي في ليبيا تأسيسا كان مقره الأول في شارع الحطاب ثم انتقل لطريق الشط.- وقد توقف النادي منذ سنين بعد سطيرة القذافي على الحكم في ليبيا وهو الآن شبه مهجور
- نادي أبي الأشهر. نسبة للحي الذي يقع فيه. وقد تم هدم مقر النادي في إسبان في منتصف التسيعينات لأسباب مجهولة والنادي حاليا بلا مقر رسمي.
- نادي الحميدية.
- نادي المشاي.
- نادي بطن الجرو.

ويفضل أهل تاجوراء لعب مبارياتهم على التراب في سوانيهم أو ساحات رملية ولكن هذه الطريقة في طريقها للاختفاء مع موجة البناء وبناء ملاعب معشبة واسفلتية.
وهناك تواجد لرياضات كرة الطائرة شاطئية ومراكز تدريب على رياضة الكاراتيه والتايكواندو. أما الرياضات الأخرى فهي لا تتمتع بشعبية كبيرة في تاجوراء نظرا لقلة مرافقها.